# Ivan Bernik (sociolog)
Ivan Bernik, slovenski sociolog, * 9. avgust 1950, Bukovščica.
Je raziskovalec in redni profesor na Fakulteti za družbene vede. Leta 1986 je doktoriral z disertacijo Eksploatacija in konsenz v razredni strukturi socialističnih družb na Fakulteti za sociologijo, politične vede in novinarstvo v Ljubljani. Kot sociolog se ukvarja z vprašanji družbenih sprememb, postsocialistične transformacije, politične kulture v Sloveniji (politična sociologija), v zadnjem obdobju pa se posebej ukvarja s sociologijo spolnosti. Njegova znana dela so: Dominacija in konsenz v socialistični družbi (1992), Dvojno odčaranje politike: Sedem socioloških razprav o nastajanju postsocialističnih družb (1997) in Spolno življenje v Sloveniji (2011) (v soavtorstvu z Ireno Klavs).

## Življenje
Ivan Bernik je gimnazijo obiskoval v Škofji Loki. Po končanem srednješolskem izobraževanju se je odločil za študij sociologije na Fakulteti za sociologijo, politične vede in novinarstvo v Ljubljani. Za študij na današnji Fakulteti za družbene vede se je sprva odločil zaradi novinarstva, saj je takrat nekaj malega že pisal za časopis Gorenjski glas, vendar se je v tretjem letniku iz novinarstva prepisal na sociologijo. Leta 1975 je diplomiral z delom Transformacija delavskega razreda v razvitih kapitalističnih družbah, za katero je prejel Prešernovo nagrado. Na isti fakulteti je magistriral leta 1982 z nalogo Problematika družbene neenakosti v sodobnih socioloških teorijah, leta 1986 pa doktoriral z doktorsko disertacijo Eksploatacija in konsenz v razredni strukturi socialističnih družb. V času študija je veliko potoval po tujini. Študijsko je deloval v Veliki Britaniji, po doktoratu pa je dobil nemško štipendijo in skoraj dve leti preživel v Nemčiji. Bil je član nemškega in britanskega sociološkega društva, v letih od 1986 do 1988 je bil predsednik Slovenskega sociološkega društva, od 2006 do 2008 pa sourednik Družboslovnih razprav.
Najprej je bil zaposlen na Zavodu za šolstvo, nato pa je leta 1977 nastopil z delom na današnji Fakulteti za družbene vede kot asistent svojega mentorja diplomskega dela Petra Klinarja. Do Klinarjeve smrti leta 1994 je bil skupaj z njim nosilec predmeta Obča sociologija. Redni profesor je postal leta 1998. Poučeval je na dodiplomskem in podiplomskem študiju, kjer sodeluje pri naslednjih predmetih: Evropske družbe in globalizacija, Sociologija družbenih sprememb in Sodobne družbe, Sociologija spolnosti in Nemčija in nemške politike. 
Po upokojitvi mu je decembra 2019 Univerza v Ljubljani na predlog FDV podelila naziv zaslužni profesor.

## Delo
Kot sociolog se ukvarja z naslednjimi temami: družbene spremembe, postsocialistična transformacija, politična kultura v Sloveniji in sociologija spolnosti. Raziskovalno je tesno povezan z raziskovalno skupino Slovensko javno mnenje. Od leta 2008 naprej je vključen v raziskovalna projekta, ki se ukvarjata s spolnim vedenjem odraslih, študentov in srednješolcev v Sloveniji. V okviru ukvarjana s temi temami je nastala knjiga Spolno življenje v Sloveniji (2011) skupaj z Ireno Klavs. Ena od ključnih ugotovitev teh raziskovanj kaže, da se je v Sloveniji področje spolnosti – ne glede na drugačne kulturno-politične okvire – razvijalo podobno kot na zahodu.
V znanstveni monografiji Dominacija in konsenz v socialistični družbi (1992) se ukvarja predvsem z vprašanjem stabilnosti in nestabilnosti socialističnih družb in poskuša pojasniti, zakaj te družbe kljub vsem nestabilnostim relativno dobro funkcionirajo. Delo Dvojno odčaranje politike: Sedem socioloških razprav o nastajanju postsocialističnih družb (1997) je razprava o pragmatični politični kulturi v Sloveniji. Ugotavlja, da ljudje v Sloveniji povsem pragmatično sprejemajo demokracijo zato, ker se jim zdi bolj koristna kot kakršen koli drugi režim. Če bi se izkazalo, da ni koristna, bi se ji lahko tudi odpovedali. pokazalo, da ni koristna, bi se pa lahko tudi odrekli. V knjigi Spolno življenje v Sloveniji (2011), ki jo je napisal skupaj z Ireno Klavs, med drugim odgovarja na vprašanja, v kakšnih partnerskih zvezah poteka spolno življenje in kako se te spreminjajo, koliko so prebivalci Slovenije v povprečju stari ob prvem spolnem odnosu, kakšen je repertoar spolnih praks, kako pogosti so spolni odnosi, kako se ljudje odzivajo na nova zdravstvena tveganja in koliko je spolnega nasilja. Avtorja prikazujeta pluralnost spolnih kultur, morale in stališč o spolnosti, tudi o nezvestobi in homoseksualnosti, ter rezultate primerjata s prevladujočimi vzorci spolnega vedenja v zahodnoevropskih državah in ZDA.

## Čas predsedovanja SSD
Ivan Bernik je član Slovenskega sociološkega društva od začetka osemdesetih let. Predsednik društva je bil v letih 1986-1988. Mandat, ki sicer traja tri leta, je prečasno zaključil zaradi odhoda v Nemčijo, kjer je dobil štipendijo.
V njegovem času predsedovanja je bilo društvo izredno aktivno, saj je bil to čas pomembnih političnih sprememb, ki so bile zanimive za sociološko analizo. Nenazadnje je društvo s svojimi aktivnostmi tudi soustvarjalo te spremembe. Kot predsednik je organiziral dve sociološki srečanji: Neformalne dejavnosti v slovenski družbi (Novo mesto, 1987) in Stratifikacija analize sodobnih družb (Nova Gorica, 1988).